# Saconin-et-Breuil
Saconin-et-Breuil ist eine französische Gemeinde mit 197 Einwohnern (Stand: 1. Januar 2022) im Département Aisne in der Region Hauts-de-France (frühere Region: Picardie). Sie gehört zum Arrondissement Soissons und zum Kanton Vic-sur-Aisne.

## Geographie
Die Gemeinde Saconin-et-Breuil, zu der außer den beiden namengebenden Dörfern die Ortsteile Saint-Amant und Le Mont d’Arly gehören, liegt rund neun Kilometer westsüdwestlich von Soissons. Nachbargemeinden von Saconin-et-Breuil sind Mercin-et-Vaux im Norden, Vauxbuin und Courmelles im Osten, Missy-aux-Bois im Süden, Dommiers, Cutry (Berührungspunkt) und Ambleny (Berührungspunkt) im Südwesten sowie Pernant im Westen.

## Bevölkerungsentwicklung
| Jahr      | 1962 | 1968 | 1975 | 1982 | 1990 | 1999 | 2006 | 2014 | 2022 |
| Einwohner | 188  | 194  | 205  | 211  | 233  | 234  | 227  | 234  | 197  |

## Sehenswürdigkeiten
- Die Kirche Saint-Gervais-et-Saint-Protais aus dem 12. und 13. Jahrhundert, 1921 als Monument historique klassifiziert (Base Mérimée PA00115895).
- mehrere Wegkreuze
- ehemaliges öffentliches Waschhaus (Lavoir)

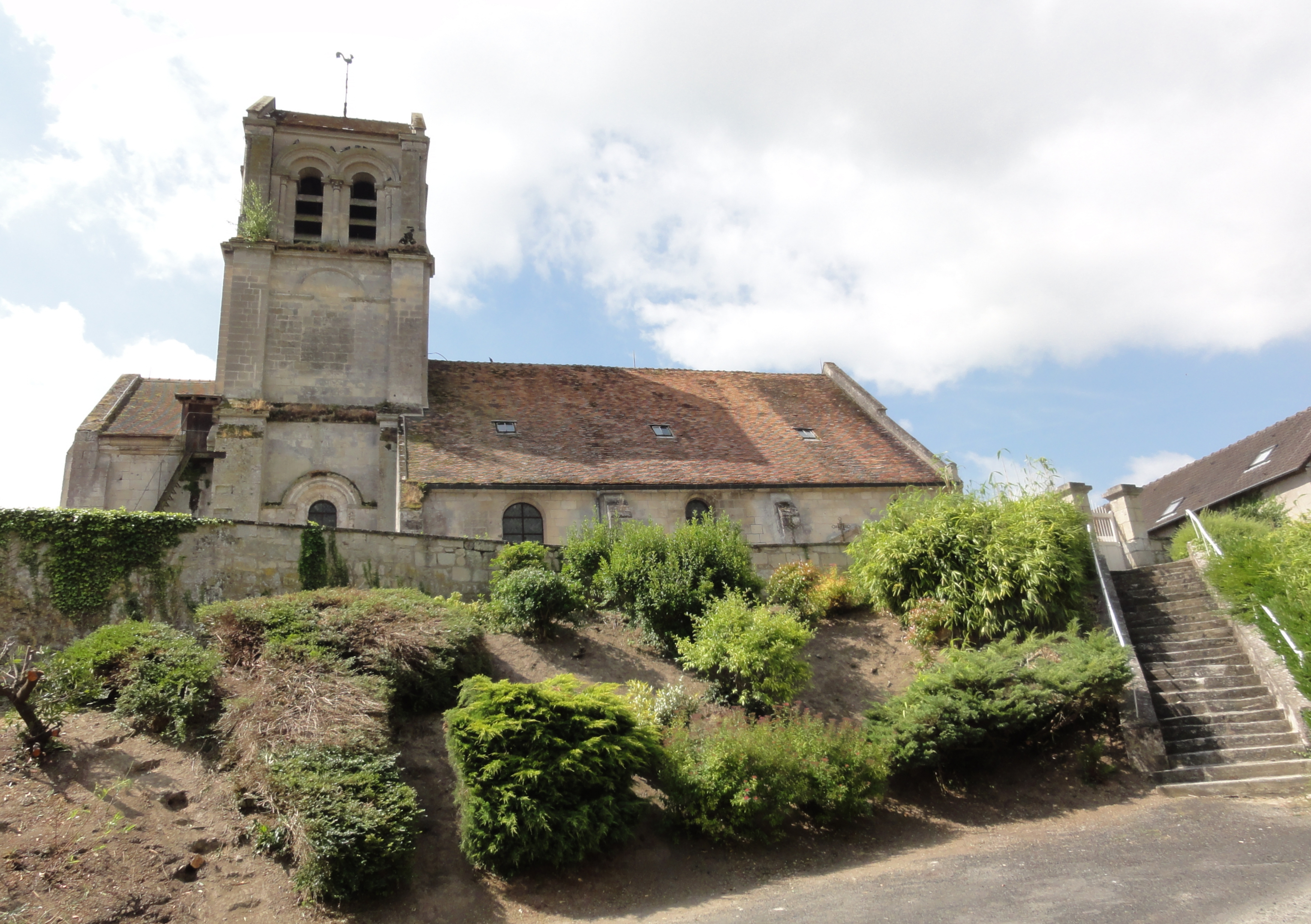
Kirche Saint-Gervais-et-Saint-Protais
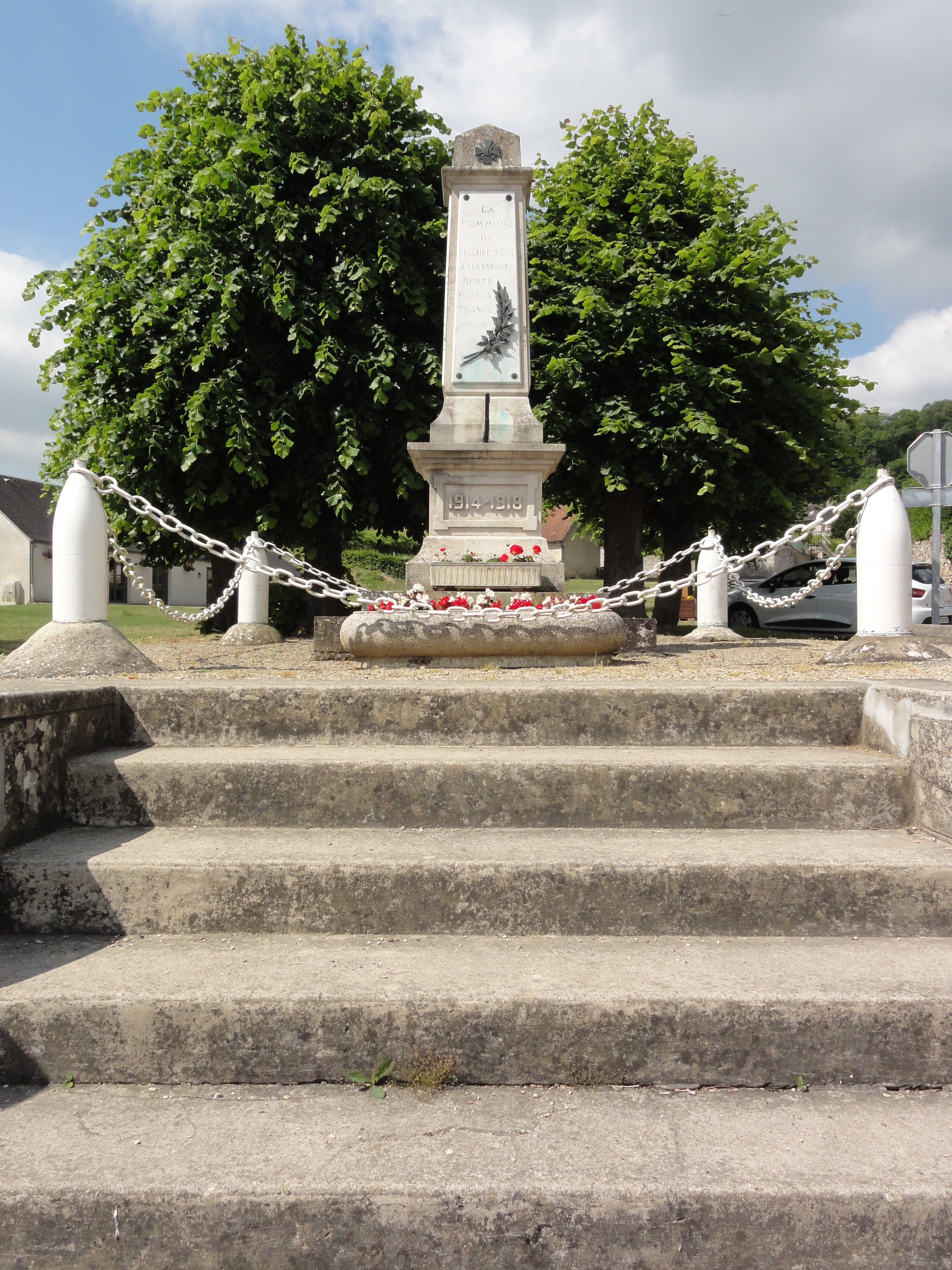
Gefallenendenkmal
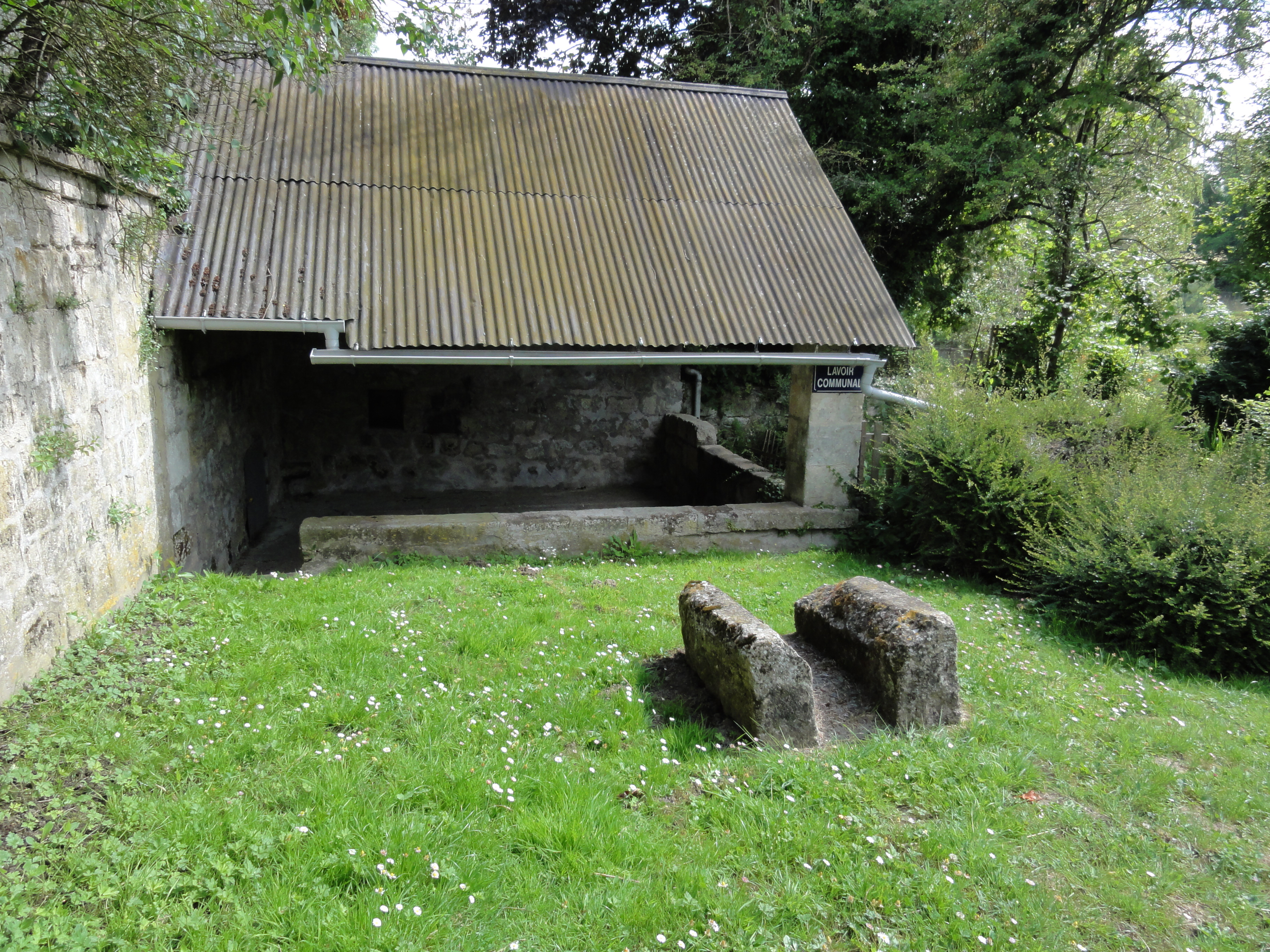
Lavoir